# 佳特洛沃區
佳特洛沃區（羅馬化：Dyatlovskiy rayon）是白俄羅斯西北部格羅德諾州的一個區，行政中心为佳特洛沃，面積1,544.09平方公里，2009年人口29,703，人口密度每平方公里19.25人。